# Superpuchar Polski 2019
La 28ª edizione della Supercoppa di Polonia  si è svolta il 13 luglio tra il Piast Gliwice, vincitore del campionato, e il Lechia Danzica vincitore della coppa nazionale. Il Lechia Danzica ha conquistato il trofeo per la seconda volta nella sua storia.

## Le squadre
| Squadre        | Qualificazione                           | Partecipazioni precedenti (il grassetto indica la vittoria) |
| -------------- | ---------------------------------------- | ----------------------------------------------------------- |
| Piast Gliwice  | Vincitore della Ekstraklasa 2018-2019    | Esordiente                                                  |
| Lechia Danzica | Vincitrice della Puchar Polski 2018-2019 | 1 (1983)                                                    |

## Tabellino
| Arbitro: | Paweł Raczkowski (Varsavia) |

|                |           |                              |
| Sokołowski 68’ | Marcatori | 2’, 47’ Haraslin 21’ Kubicki |